# Donald Barthelme (író)
Donald Barthelme (Philadelphia, 1931. április 7. – Houston, 1989. július 23.) amerikai novella- és regényíró, aki játékos, posztmodern novella-stílusáról ismert. Barthelme a Houston Post újság riportereként is dolgozott, a Location magazin ügyvezető szerkesztője, a houstoni Kortárs Művészeti Múzeum igazgatója (1961–1962), a Fiction társalapítója (Mark Mirskyvel és Max és Marianne Frisch segítségével), valamint professzor különböző egyetemeken. A Houstoni Egyetem kreatív írási programjának egyik eredeti alapítója is volt.

## Életrajza
Donald Barthelme 1931-ben született Philadelphiában. Apja és anyja a Pennsylvaniai Egyetem hallgatói voltak. A család két évvel később Texasba költözött, és Barthelme apja építészetprofesszor lett a Houstoni Egyetemen, ahol fia később újságírást tanult. Barthelme 1949-ben Scholastic Writing Award-ot nyert novelláiért, miközben a houstoni Lamar High School diákja volt.
1951-ben, diákként írta első cikkeit a Houston Postnak. Két évvel később Barthelmet besorozták az Egyesült Államok hadseregébe, és 1953. július 27-én, a koreai háborút lezáró fegyverszüneti egyezmény aláírásának napján érkezett meg Koreába. A 2. gyalogos hadosztályhoz osztották be, rövid ideig a hadsereg egyik lapjának szerkesztőjeként és a Nyolcadik Hadsereg Tájékoztatási Irodájánál dolgozott, majd visszatért az Egyesült Államokba, és a Houston Postnál dolgozott. Visszatérve a Houstoni Egyetemen folytatta tanulmányait filozófia szakon. Bár 1957-ig folytatta az órákat, soha nem kapott diplomát. Szabadidejének nagy részét Houston black jazz klubjaiban töltötte, és olyan zenei újítókat hallgatott, mint Lionel Hampton és Peck Kelley, ez az élmény befolyásolta későbbi írásait.
Kapcsolata apjával egy lázadó fiú és egy követelőző apa küzdelme volt. A későbbi években óriási vitákat folytattak azzal kapcsolatban, hogy Barthelmet milyen irodalom érdekelt és milyet írt. Édesapja sok tekintetben az avantgárd művészet és esztétika híve volt, nem helyeselte a posztmodern és a dekonstrukciós iskolákat.
Barthelme rövid ideig tanított a Bostoni Egyetemen, a Buffalo-i Egyetemen és a New York-i City College-ban, ahol 1974 és 1975 között kiváló vendégprofesszorként szolgált.
Testvérei, Frederick (született 1943) és Steven (született 1947) szintén elismert szépirodalmi írók.

### Magánélete
Négyszer nősült meg. Második felesége, Helen Moore Barthelme később életrajzot írt Donald Barthelme: The Genesis of a Cool Sound címmel, amely 2001-ben jelent meg. Harmadik feleségével, a dán Birgittel megszületett első gyermeke, Anne nevű lánya, majd közel a élete végén feleségül vette Mariont (Marion Knox/Barthelme, aki 2011-ben halt meg), akitől megszületett második lánya, Katharine. Marion és Donald a gégerák miatti haláláig, 1989-ig házasok voltak.

## Pályafutása
1961-ben Barthelme a houstoni Kortárs Művészeti Múzeum igazgatója lett; ugyanabban az évben publikálta első novelláját. 1963-ban New Yorker-kiadványa, a "L'Lapse", Michelangelo Antonioni L'Eclisse (Napfogyatkozás) című filmjének paródiája következett. A magazin ezután Barthelme korai munkáinak nagy részét publikálta, beleértve az olyan híres történeteket, mint a "Me and Miss Mandible" című, egy 35 éves férfi története, akit általános iskolába küldtek vagy elírási tévedésből, vagy mert kudarcot vallott biztosítási ügyintézői munkájában, vagy kudarcot vallott a házasságában. 1960 októberében írt történetei közül ez volt az első, amelyet publikáltak. Egy másik korai novella, az "A Shower of Gold" egy szobrászt ábrázol, aki beleegyezik, hogy megjelenjen a Who Am I? című egzisztencialista játékműsorban. 1964-ben Barthelme összegyűjtötte korai történeteit a Come Back, Dr. Caligari című könyvében, amiért a novellaforma megújítójaként jelentős kritikai elismerést kapott. Stílusa – kitalált és népszerű figurák abszurd helyzetekben, például a Batman ihlette „The Joker's Greatest Triumph” (Joker legnagyobb diadala) – számos utánzót szült, és segít meghatározni a következő évtized novellaírását.
Barthelme a novella formájában folytatta sikerét a Unspeakable Practices, Unnatural Acts (Kimondhatatlan gyakorlatok, természetellenes cselekedetek) (1968) című gyűjteménnyel. A gyűjtemény egyik széles körben antologizált története, a "The Balloon" úgy tűnik, Barthelme művészi szándékait tükrözi. A narrátor egy óriási, szabálytalan léggömböt fúj fel Manhattan nagy részén, ami igen eltérő reakciókat vált ki a lakosságban. A gyerekek játszanak a tetején és szó szerint a felszínen élvezik; a felnőttek megpróbálnak értelmet olvasni benne, de értetlenül állnak a folyamatosan változó alakja előtt; a hatóságok megpróbálják megsemmisíteni, de nem sikerül. Az utolsó bekezdésben az olvasó megtudja, hogy a narrátor pusztán személyes okokból fújta fel a léggömböt, és magában a léggömbben nem látja a belső jelentést. A gyűjtemény további figyelemre méltó történetei közé tartozik a „The Indian Uprising” (Indiai felkelés), egy őrült kollázs komancsok támadásáról egy modern város ellen, és a "Robert Kennedy Saved From Drowning" (Robert Kennedy megmenekült a fulladástól) című matricák sorozata, amely bemutatja, milyen nehézségekbe ütközik egy közszereplő valódi megismerése. Ez utóbbi történet csak két hónappal Robert F. Kennedy 1968-as meggyilkolása előtt jelent meg nyomtatásban.
Barthelme a továbbiakban több mint száz novellát írt, először a City Life (1970), a Sadness (1972), az Amateurs (1976), a Great Days (1979) és az Overnight to Many Distant Cities (1983) című kötetekben. Ezek közül a történetek közül sokat később újranyomtak és kissé átdolgoztak a Sixty Stories (1981), a Forty Stories (1987) és a posztumusz Flying to America (2007) gyűjteményhez. Bár elsősorban ezekről a történetekről ismert, Barthelme négy regényt is írt: Snow White (1967), The Dead Father (1975), Paradise (1986), és The King (1990, posztumusz).
Barthelme írta a Guilty Pleasures (1974) non-fiction könyvet is. Más írásait posztumusz két gyűjteménybe gyűjtötték össze: The Teachings of Don B.: Satires, Parodies, Fables, Illustrated Stories, and Plays of Donald Barthelme (1992) és a Not-Knowing: The Essays and Interviews (1997). Lányával megírta a The Slightly Irregular Fire Engine (Kissé szabálytalan tűzoltóautó) című gyermekkönyvet, amely 1972-ben megkapta a Nemzeti Könyvdíjat a gyermekkönyvek kategóriában. Emellett igazgatója volt a PEN-nek, az Authors Guildnek, valamint tagja volt az American Academy of Arts and Letters-nek.

## Stílusa és öröksége
Barthelme fikcióját egyesek mélyen fegyelmezettek, mások pedig értelmetlen, akadémikus posztmodernnek nevezték. Gondolatai és munkája nagyrészt a 20. századi szorongás következményei, mivel sokat olvasott, például Pascalt, Husserlt, Heideggert, Kierkegaardot, Ionescót, Beckettet, Sartre-ot és Camus-t.
Történetei általában elkerülik a hagyományos cselekménystruktúrákat, ehelyett a látszólag független részletek folyamatos halmozódására hagyatkoznak. Azáltal, hogy az olvasói elvárásokat az állandó non-sequiturok révén felforgatja, Barthelme töredezett verbális kollázst hoz létre, amely olyan modernista művekre emlékeztet, mint T. S. Eliot The Waste Land (Puszta ország / Átokföldje) és James Joyce Ulysses, amelyek nyelvi kísérleteit gyakran megkérdőjelezte. Barthelme alapvető szkepticizmusa és iróniája azonban eltávolította a modernisták hitétől, hogy a művészet képes rekonstruálni a társadalmat, és a legtöbb kritikus arra késztette, hogy posztmodern íróként osztályozza. Az irodalomkritikusok megjegyezték, hogy Barthelme, akárcsak Stéphane Mallarmé, akit csodált, a szavak jelentéseivel játszik, a költői intuícióra támaszkodva új gondolati összefüggéseket ébreszt a kifejezésekben és a konvencionális válaszokban. A kritikus, George Wicks Barthelmet "a szürrealizmus vezető amerikai gyakorlójának" nevezte… akinek fikciója folytatja a tudatkutatásokat és a kifejezési kísérleteket, amelyek a Dadával és a szürrealizmussal kezdődött fél évszázaddal ezelőtt. Egy másik kritikus, Jacob Appel „az Egyesült Államok történetének legbefolyásosabb olvasatlan szerzőjeként” jellemezte őt.
Munkáinak nagy része a The New Yorkerben jelent meg. 1964-ben novellagyűjteményeket kezdett megjelentetni a Come Back, Dr. Caligari 1964-ben kezdődően, majd ezt követte a Unspeakable Practices, Unnatural Acts (1968) és a City Life (1970). A Time magazin a City Life-ot az év egyik legjobb könyvének nevezte, és úgy jellemezte a gyűjteményt, hogy „Kafka nyelvezetének tisztaságával és Beckett komor humorával” íródott. Formai eredetisége a The School parodisztikus drámai monológjának friss kezelésében, vagy a The Glass Mountain száz számozott mondatainak és töredékeinek felsorolásában mutatkozik meg. Joyce Carol Oates a "Whose Side Are You On?" (Kinek az oldalán állsz?), a New York Times 1972-es könyvismertető esszéjében kommentálta ezt a töredezettség érzést. Azt írja: „Ez egy vitatható zsenialitású írótól származik, akinek a művei azt tükrözik, amit ő maga is érezhet könyvről könyvre, hogy az agya csupa töredék … ahogy minden mást is.” Talán a legdiszkrétebb utalás erre a töredékre a "See the Moon?" (Látod a Holdat?) a Unspeakable Practices – Kimondhatatlan gyakorlatokból. A narrátor kijelenti és megismétli a mondatot: "A töredékek az egyetlen formák, amelyekben megbízom." Fontos azonban, hogy ne keverjük össze az idézet érzelmeit Barthelme személyes filozófiájával, mivel ingerültségét fejezte ki amiatt, hogy az idézet „töredékei” oly gyakran neki tulajdoníthatók, nem pedig narrátorának.
Egy másik Barthelme-eszköz egy történetet bontott ki főként népszerű 19. századi kiadványokból összegyűjtött, kollázsolt és ironikus feliratokkal kiegészített illusztrációkkal. Barthelme a képek kivágását és összeragasztását "nyilvánosságra hozott titkos bűnnek" nevezte. A Guilty Pleasures gyűjtemény egyik darabja, a "The Expedition" hajók ütközésének teljes oldalas illusztrációját tartalmazta, a "Nem a mi hibánk!" felirattal.
Barthelme oktatói hagyatéka a Houstoni Egyetemen él, ahol a tekintélyes Creative Writing Program egyik alapítója volt. A Houstoni Egyetemen Barthelme érzékeny, kreatív és bátorító mentorként vált ismertté a fiatal kreatív íróhallgatók számára, még akkor is, amikor saját írásait folytatta. Thomas Cobb amerikai regényíró egyik tanítványa 1987-ben jelentette meg Crazy Heart (Őrült szív) című doktori disszertációját, részben Barthelme-re alapozva a főszereplőt.

## Befolyások
A Jerome Klinkowitz-cal készített 1971–1972-es interjúban (jelenleg a Not-Knowing-ben összegyűjtve) Barthelme felsorolja kedvenc íróit, mind a múlt befolyásos alakjait, mind a kortárs írókat, akiket csodált. Az ugyanabban a gyűjteményben szereplő többi interjúban Barthelme megismétel számos azonos nevet, és több mást is megemlít, időnként kifejtve, miért voltak fontosak számára ezek az írók. A Pacifica Radionak adott 1975-ös interjúban Barthelme hangsúlyozza, hogy számára Beckett az első helyen áll irodalmi elődei között, aki azt mondta: "Rendkívül lenyűgözött Beckett. Egyszerűen le vagyok nyűgözve Becketttől, ahogy Beckett is, gondolom Joyce-tól. "
Az alábbiakban az interjúkból összegyűjtött részleges lista látható:
- François Rabelais
- Arthur Rimbaud
- Heinrich von Kleist
- Franz Kafka
- Gertrude Stein
- Flann O’Brien
- Samuel Beckett
- William H. Gass
- Rafael Sabatini
- S. J. Perelman(wd)[26]
- Ann Beattie(wd)[27]
- Walker Percy
- Gabriel García Márquez
- John Barth
- Thomas Pynchon
- Kenneth Koch(wd)[28]
- John Ashbery(wd)[29]
- Grace Paley(wd)[30]
- Machado de Assis[31]

## Válogatott művei

### Novellagyűjtemények
- Come Back, Dr. Caligari – Little, Brown, 1964
- Unspeakable Practices, Unnatural Acts – Farrar, Straus and Giroux, 1968
- City Life – Farrar, Straus and Giroux, 1970
- Sadness – Farrar, Straus and Giroux, 1972
- Amateurs – Farrar, Straus and Giroux, 1976
- Great Days – Farrar, Straus and Giroux, 1979
- Overnight to Many Distant Cities – Putnam, 1983
- Sam's Bar (with illustrations by Seymour Chwast) – Doubleday, 1987
- Sixty Stories – Putnam, 1981
- Forty Stories – Putnam, 1987
- Flying to America: 45 More Stories – Shoemaker & Hoard, 2007
- Donald Barthelme: Collected Stories (Edited By Charles McGrath) – Library Of America, 2021

### Non-fiction
- Guilty Pleasures – Farrar, Straus and Giroux, 1974

### Regények
- Snow White – Atheneum Books, 1967
- The Dead Father – Farrar, Straus and Giroux, 1975
- Paradise – Putnam, 1986
- The King – Harper, 1990

### Egyéb
- A Manual for Sons (excerpted from The Dead Father, with an afterword by Rick Moody(wd)[32])
- The Teachings of Don B.: Satires, Parodies, Fables, Illustrated Stories, and Plays of Donald Barthelme, edited by Kim Herzinger(wd) – Turtle Bay Books, 1992
- Not-Knowing: The Essays and Interviews of Donald Barthelme, edited by Kim Herzinger – Random House, 1997
- The Slightly Irregular Fire Engine, or the Hithering Thithering Djinn (gyerekkönyv), Farrar, Straus, 1971

### Magyarul megjelent
- Jöjj vissza, doktor Caligari (Come back, Dr. Caligari) – Európa, Budapest, 1975 (Modern könyvtár) · ISBN 9630702797 · Fordította: Bartos Tibor, utószó: Bart István
- A Holtapa. Regény (The Dead Father) – Scolar, Budapest, 2009 (Scolar szépirodalom) · ISBN 9789632441054 · Fordította: Orbán Katalin, utószó: Bán Zsófia

## Díjai
- Guggenheim Fellowship, 1966
- Time magazine Best Books of the Year list, 1971, for City Life
- National Book Award, Children's Books, 1972, for The Slightly Irregular Fire Engine or the Hithering Thithering Djinn[19]
- Morton Dauwen Zabel Award from the National Institute of Arts and Letters, 1972
- Jesse H Jones Award from Texas Institute of Letters, 1976, for The Dead Father
- Nominated for National Book Critics Circle Award, PEN/Faulkner Award for Fiction, Los Angeles Times Book Prize, all for Sixty Stories, all in 1982
- Rea Award for the Short Story, 1988

## Fordítás
- Ez a szócikk részben vagy egészben  a   Donald Barthelme című angol Wikipédia-szócikk fordításán alapul.  Az eredeti cikk szerkesztőit annak laptörténete sorolja fel. Ez a jelzés csupán a megfogalmazás eredetét és a szerzői jogokat jelzi, nem szolgál a cikkben szereplő információk forrásmegjelöléseként.